# Ilha Montão de Trigo
Ilha Montão de Trigo är en ö i Brasilien.   Den ligger i delstaten São Paulo, i den sydöstra delen av landet, 900 km söder om huvudstaden Brasília.